# Папино (Кимрский район)
Папино — деревня в Кимрском районе Тверской области. Входит в состав Центрального сельского поселения.

## География
Находится в юго-восточной части Тверской области на расстоянии приблизительно 7 км на север по прямой от районного центра города Кимры в левобережной части района. Деревня расположена на речке Шибловке.

## История
Известна была с 1780-х годов как владельческая деревня из 15 дворов, владение Анны Ивановны Волконской. В 1806 году 20 дворов. В 1859 году здесь (деревня Корчевского уезда Тверской губернии) было учтено 28 дворов, в 1887 — 42.

## Население
Численность населения: 76 человек (1780-е годы), 100 (1806),, 202 (1859 год), 258 человек (1887), 18 (русские 94 %) в 2002 году, 5 в 2010.